# Вајоцџорска планина
Вјаоцџорска планина или Вајоцџорка (раније Даралагез) је веначна планина у јужном делу Јерменске висоравни, смештена између горњих токова река Арпа и Нахчиванчај. На истоку постепено прелази у Зангезурске планине. Налази се на граници између Јерменије (марз Вајоц Џор) и Азербејџана (Нахчиванска Република).
Дужина ланца је око 70 км, а протеже се у правцу запад-исток. Највиши врх ланца Гоги налази се на надморској висини од 3.120 метара. На једном од врхова налази се високопланинско језеро Барцруни.
Западни део ланца изграђен је од седиментних стена палеозојске и мезозојске старости (кречњак, кварц, шкриљци и пешчари), а у источном делу доминирају палеогени вулканогени седименти и седиментне стене те неогенски изливи лаве.
Основну вегетацију чине високопланинске степе и пашњаци.